# ジェシカ・ネリ・プラタ
ジェシカ・ネリ・プラタ・ノリエガ（Jessica Nery Plata Noriega、1994年5月17日 - ）は、メキシコのプロボクサー。現WBA女子世界ライトフライ級スーパー・WBC女子世界ライトフライ級王者。

## 来歴
2011年7月9日、メキシコシティーにてエストレージャ・バルベルデ戦でプロデビューし2-0判定勝利。
2012年4月12日、 4連勝後に初のタイトル挑戦としてイベス・サモラが持つWBC女子世界ライトフライ級ユース王座に挑戦し、10回3-0で初のタイトル奪取に成功。その後は10連勝しユース王座も7度防衛。
2015年8月1日、元WBC女子世界ライトフライ級王者エスメラルダ・モレノと対戦するが、判定でプロ初黒星。しかし、その後は5連勝。
2017年10月14日、マリア・リベラとのWBF女子世界フライ級王座決定戦に挑み、10回3-0判定で勝利しタイトル獲得。
2017年11月18日、 ケニア・エンリケスが持つWBC女子世界ライトフライ級暫定王座に挑むが、10回0-3（93-97、93-96、92-97）の判定で敗れる。
2018年4月14日、シルビア・トーレスが持つWBA女子世界ライトフライ級暫定王座に挑み、10回2-1（98-93、96-94、94-97）の判定を制しWBA暫定王座奪取に成功。
2022年3月11日、ジェシカ・ボップが持つWBA女子世界ライトフライ級スーパー王座に挑戦し、10回2-1（97-93、93-97、96-94）の判定を制しスーパー王座奪取に成功。
2023年1月13日、WBC王者キム・クラヴェルとの二団体王座統一戦に臨み、10回3-0（97-93×2、96-94）の判定を制しWBAスーパー王座初防衛とともにWBC王座奪取に成功し王座統一を果たした。
2023年12月16日、WBC・IBF女子世界ミニマム級暫定王者でWBC女子世界ライトフライ級2位のサラ・ボルマンとWBA・WBC女子世界ライトフライ級タイトルマッチを行い、9回終了時にボルマンを加撃したことで減点1のペナルティを与えられながらも10回2-1（97-92、96-93、94-95）の判定勝ちを収めWBA王座の2度目の防衛成功とともにWBC王座の初防衛に成功した。

## 獲得タイトル
- WBC女子世界ライトフライ級ユース王座
- WBA女子世界ライトフライ級暫定王座（防衛1）
- WBA女子世界ライトフライ級スーパー王座（防衛2）
- WBC女子世界ライトフライ級王座（防衛1）